# Matthew Immers
Matthew Immers (* 13. November 2000 in Leidschendam) ist ein niederländischer Volleyball- und Beachvolleyballspieler.

## Karriere Halle
Immers spielte als Außenangreifer Hallenvolleyball bei der „Volleybalvereniging Capelle Nieuwerkerk“, 2020/21 in der höchsten niederländischen Liga „Eredivisie“.

## Karriere Beach
Immers spielt seit 2018 mit verschiedenen Partnern auf nationalen und internationalen Beachvolleyballturnieren. Mit Yorick de Groot gewann er 2018 die Silbermedaille bei den Olympischen Jugendspielen in Buenos Aires und 2019 die U20-Europameisterschaft in Göteborg. Von 2020 bis 2021 war Leon Luini sein Partner. Immers/Luini erreichten beim 1-Stern-Turnier der World Tour 2020 in Montpellier Platz drei und bei der U22-Europameisterschaft 2021 in Baden Platz fünf. Mit Ruben Penninga stand Immers 2021 im Finale des 1-Stern-Turniers in Apeldoorn.
2022 war Mart van Werkhoven auf nationalen und internationalen Turnieren sein Partner. Im weiteren Verlauf der Saison trat Immers auch mit Stefan Boermans an, da sich dessen Partner Yorick de Groot verletzt hatte. Bei der Weltmeisterschaft in Rom erreichten Boermans/Immers als Gruppendritte die erste Hauptrunde, in der sie gegen die neuen Weltmeister Mol/Sørum ausschieden. Einen Monat später gewannen sie das Challenge-Turnier in Agadir und hatten auf der World Beach Pro Tour 2022 weitere Top-Ten-Platzierungen.
Seit 2023 war Steven van de Velde Immers Partner. Auf der World Beach Pro Tour 2023 hatten die beiden Niederländer zahlreiche Top-Ten-Platzierungen, darunter ein Sieg beim Challenge-Turnier in Chiang Mai vierter Platz beim Elite16-Turnier in Uberlandia. Bei der Europameisterschaft in Wien erreichten Immers/van de Velde Platz fünf sowie bei der Weltmeisterschaft in Tlaxcala Platz neun. Im Mai 2024 gelang ihnen die bis dahin beste Platzierung bei einem Elite16, als sie in der brasilianischen Hauptstadt nach Siegen über ihre niederländischen Landsleute Brouwer/Meeuwsen im Viertelfinale und die Deutschen Ehlers/Wickler in der Vorschlussrunde erst im Endspiel von den Lokalmatadoren Arthur und Evandro bezwungen werden konnten. In Espinho revanchierten sich die Deutschen ebenfalls im Halbfinale, und das Bronzematch gegen George/André entschieden die Brasilianer für sich. Bei weiteren Elite16-Turnieren hatten Immers/van de Velde fünfte Plätze in Doha, in Tepic, in Ostrava, in Wien und in Hamburg. Bei den Olympischen Spielen in Paris erreichten Immers/van de Velde den neunten Platz. Bei der Europameisterschaft in den Niederlanden erreichten sie nach fünf Siegen das Halbfinale, das sie gegen die Letten Pļaviņš/Fokerots verloren. Im Spiel um Platz drei gewannen sie gegen die Italiener Nicolai/Cottafava. Beim letzten Elite16-Turnier im November erreichten die beiden Niederländer in Rio de Janeiro Platz neun. Auch bei den Finals 2024 in Doha erreichten sie den neunten Platz.
2025 spielt Immers erneut mit Ruben Penninga. Auf der World Pro Tour 2025 erreichten sie bei den ersten Turnieren in Mexiko sowohl beim Challenge in Yucatán als auch beim Elite16 in Quintana Roo den neunten Platz.